# Jean-François Coulon

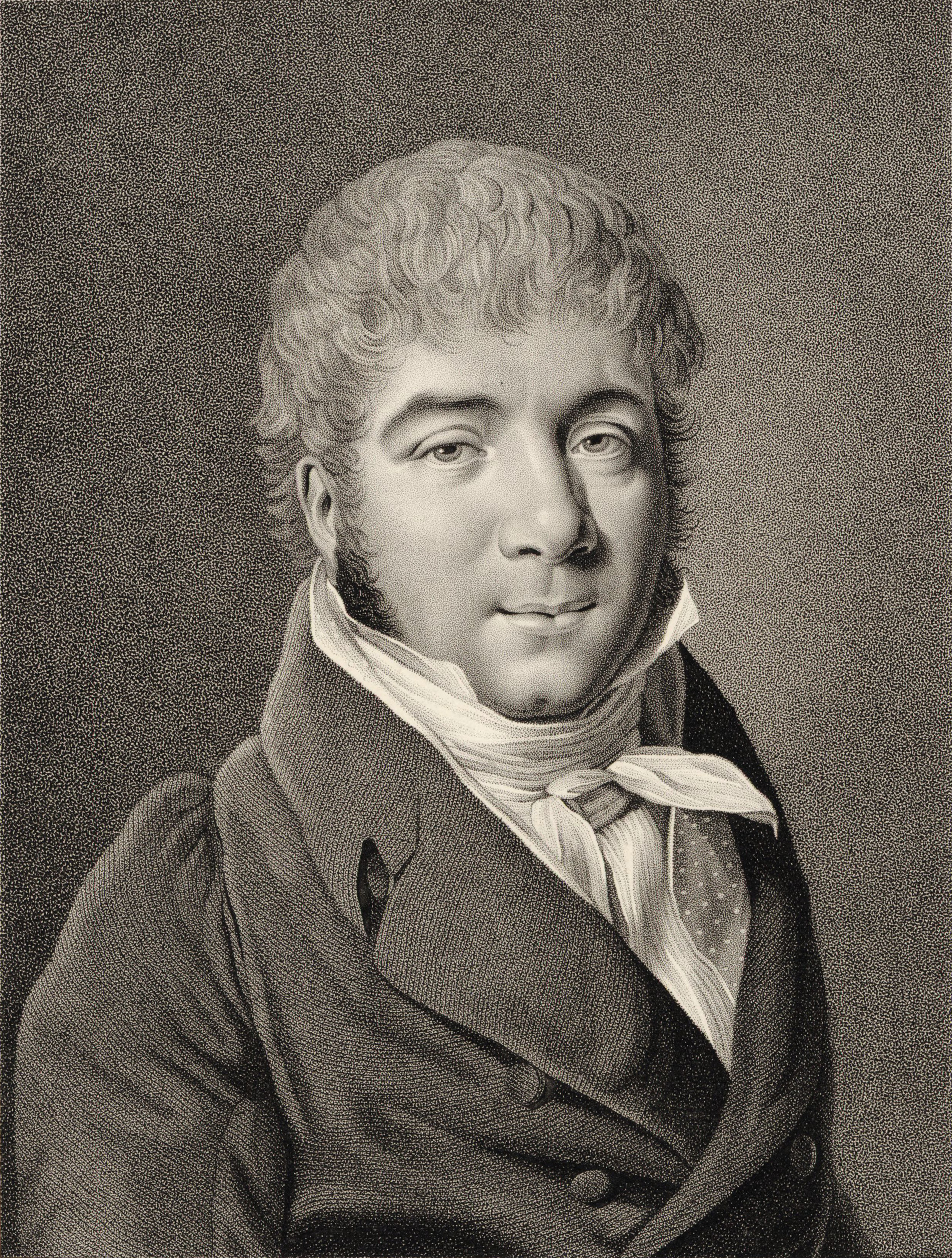
Jean-François Coulon

Jean-François Coulon (* 1764 in Paris; † 1836 ebenda) war ein französischer Tänzer und Tanzlehrer.

## Leben
Nach einer Karriere an der Opéra National de Paris gründete Coulon zu Beginn des 19. Jahrhunderts eine eigene Tanzschule und wurde einer der berühmtesten Tanzpädagogen Europas. Ab 1810 trug er zur Entwicklung des Spitzentanzes bei.
Zu seinen Schülern zählen Geneviève Gosselin, Louis Henry, Marie Quériau, Pauline Duvernay, Filippo Taglioni und dessen Kinder Marie und Paul Taglioni.
Sein Sohn Antoine (1796–1849) machte ebenfalls Karriere als Tänzer, sowohl an der Opéra National de Paris wie auch am Her Majesty’s Theatre in London, wo er von 1844 bis zu seinem Tod als Ballettregisseur tätig war.
| Personendaten    | Personendaten                       |
| ---------------- | ----------------------------------- |
| NAME             | Coulon, Jean-François               |
| KURZBESCHREIBUNG | französischer Tänzer und Tanzlehrer |
| GEBURTSDATUM     | 1764                                |
| GEBURTSORT       | Paris                               |
| STERBEDATUM      | 1836                                |
| STERBEORT        | Paris                               |